# Stencil graffiti

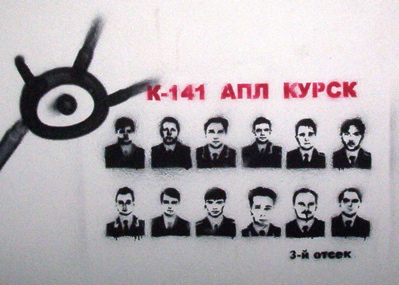
Un esempio di stencil graffiti a Venezia, commemora la tragedia del sottomarino russo K-141 Kursk

Le espressioni di origine inglese "stencil graffiti" (in italiano talvolta resa come "graffiti stencil", "graffiti a stencil" e simili) e "stencil art" si riferiscono a un tipo di graffiti ottenuti per mezzo di uno stencil (maschera normografica) attraverso cui viene spruzzata vernice spray. In alcuni casi una immagine è realizzata usando più stencil e diversi colori.
Rispetto ad altre forme di graffiti writing e di street art, lo stencil consente un'esecuzione più veloce e permette di riprodurre una stessa identica immagine in un qualsiasi numero di copie. Questi elementi ne fanno una tecnica di tagging e tag bombing particolarmente efficace.
La sottocultura dei graffiti a stencil ha iniziato a svilupparsi almeno dalla fine degli anni sessanta. Uno dei primi artisti a ottenere notorietà attraverso l'uso di questa tecnica è stato John Fekner, che ha applicato lo stencil a partire dal 1968. Uno dei suoi più celebri graffiti a stencil è rimasto visibile presso il Pulaski Bridge Queens Midtown Tunnel di New York dal 1979 al 1990.